# 溪安迪麗魚
溪安迪麗魚又名溪寶麗魚，為䲁形目麗魚科安迪麗魚屬的其中一種，分布於南美洲厄瓜多Esmeraldas河至秘魯Tumbes河流域，體長可達20公分，棲息在溪流中底層水域，生活習性不明，可作為觀賞魚。